# Bartels & Schmidt-Ott

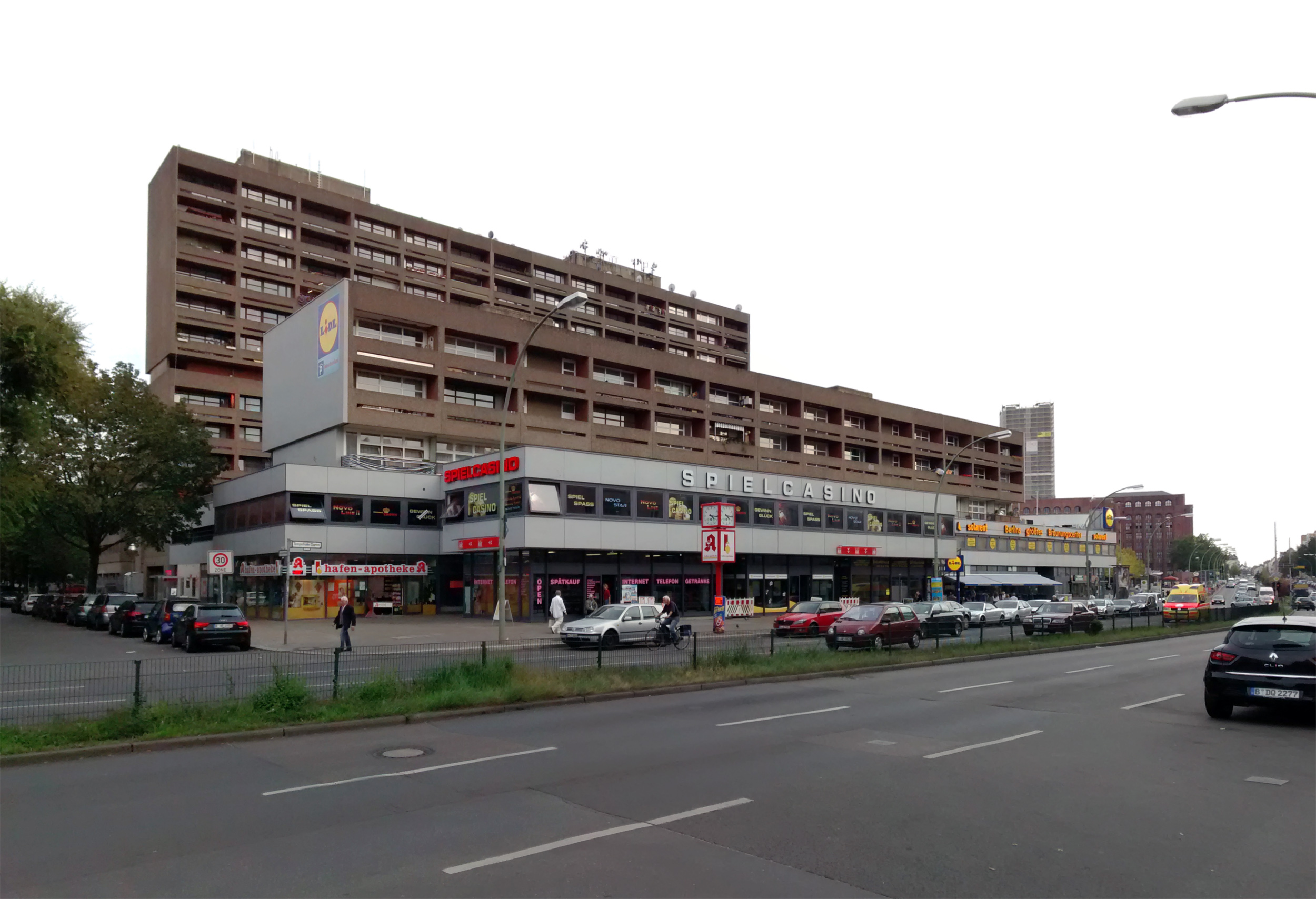
Wohn- und Geschäftshauskomplex Tempelhofer Damm

Bartels & Schmidt-Ott ist ein Architekturbüro, das zwischen 1966 und 2004 eine große Anzahl von Gebäuden in Berlin geplant und realisiert hat.

## Zusammensetzung & Werk
Gründer des Büros sind die Architekten Finn Bartels und Christoph Schmidt-Ott. Bartels Vorname wird manchmal auch mit Fin, Ernst Fin, Ernst oder Ernst Friedrich angegeben, meistens jedoch mit Finn. Das bekannteste Werk der Architekten ist ein großer Gebäudekomplex am Tempelhofer Damm, ausgeführt zwischen 1969 und 1971. Der mit Waschbeton-Platten gebaute Komplex ist ein prominentes Beispiel für Architektur des Brutalismus in Berlin. Es wurde für Fernsehproduktionen als Drehort verwendet, unter anderem für die Serien Tatort und 4 Blocks. Der Wohn- und Geschäftshauskomplex am Tempelhofer Damm ist einer von vier ähnlichen Entwürfen, die Bartels & Schmidt-Ott alle zwischen 1968 und 1971 in Berlin ausführten. Für die Tragwerkskonstruktionen dieser Projekte arbeiteten die Architekten zusammen mit dem renommierten Bauingenieur Stefan Polónyi. Zwei von diesen Komplexen sind mittlerweile mit neuen Fassadenmaterialien verkleidet worden, nur bei den Komplexen Unter den Eichen 97 und Tempelhofer Damm 215–219 sind die ursprünglichen Waschbeton-Platten noch sichtbar.
Im Märkischen Viertel planten sie zwei Kindertagesstätten. Gemeinsam mit Georg Heinrichs realisierten Bartels & Schmidt-Ott 1967–1970 das Einkaufszentrum Forum Steglitz. Im Laufe der 1970er Jahre waren sie vorrangig mit der Planung sozialer Einrichtungen beschäftigt; sie planten für das Evangelische Jugend- und Fürsorgewerk mehrere Bauten des Diakoniezentrums Heiligensee.
Später waren Bartels & Schmidt-Ott mit zwei Projekten bei der Internationale Bauausstellung 1987 (IBA Berlin) beteiligt.

## Ausgeführte Bauten

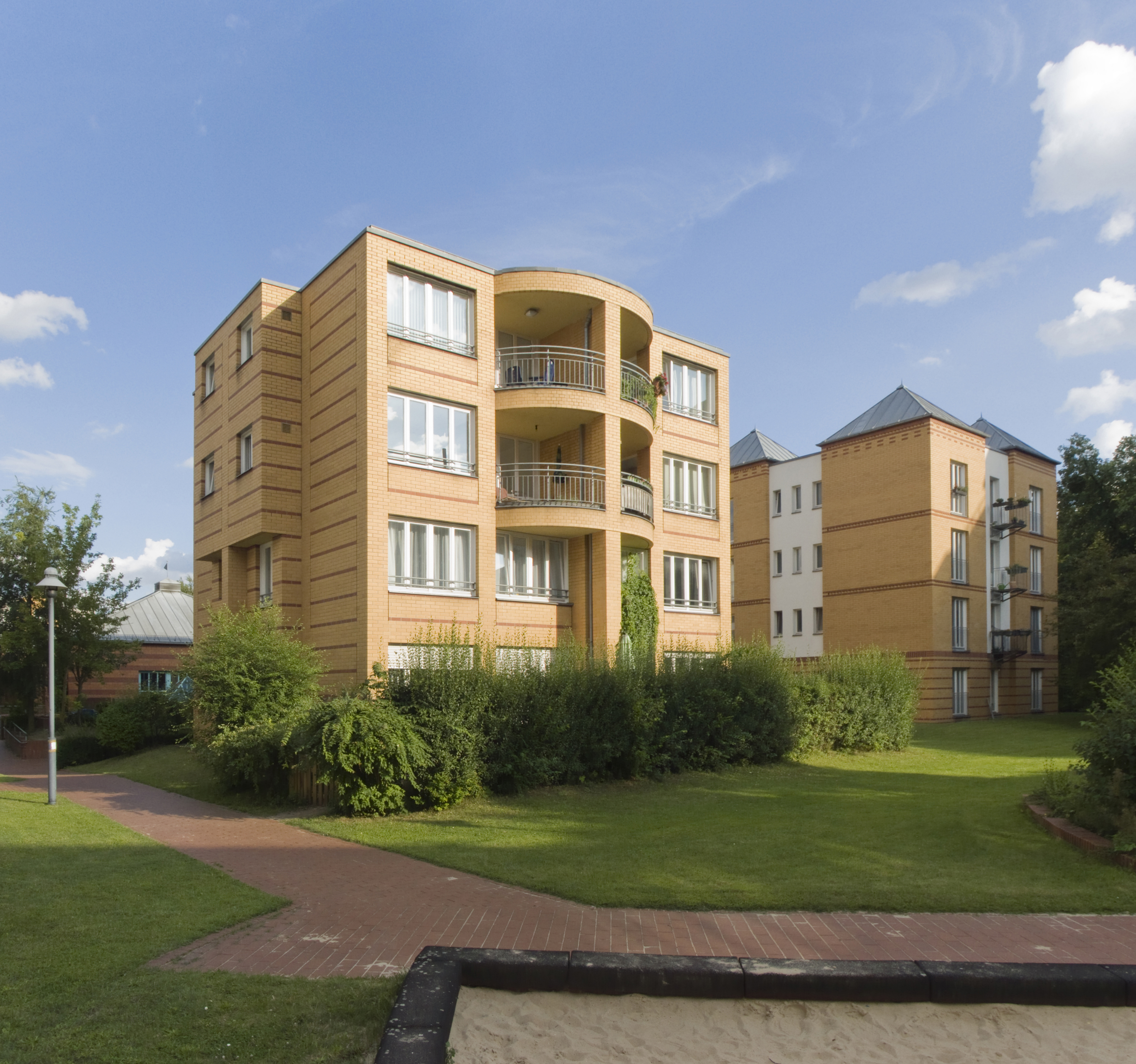
IBA-Projekt von Bartels & Schmidt-Ott in Berlin-Tiergarten (links mittig im Bild)

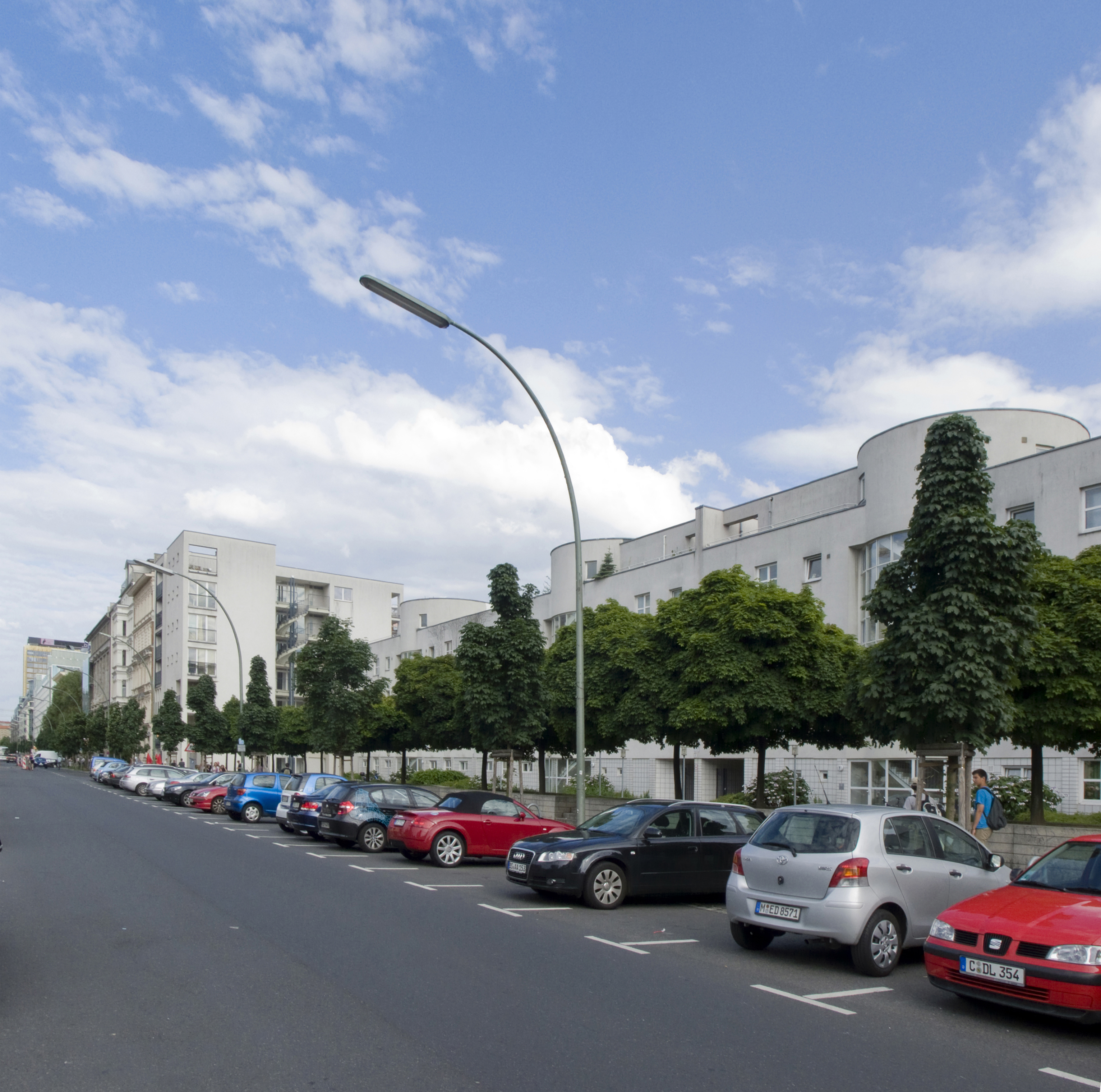
IBA-Projekt von Bartels & Schmidt-Ott in Berlin-Kreuzberg (rechts mittig im Bild)

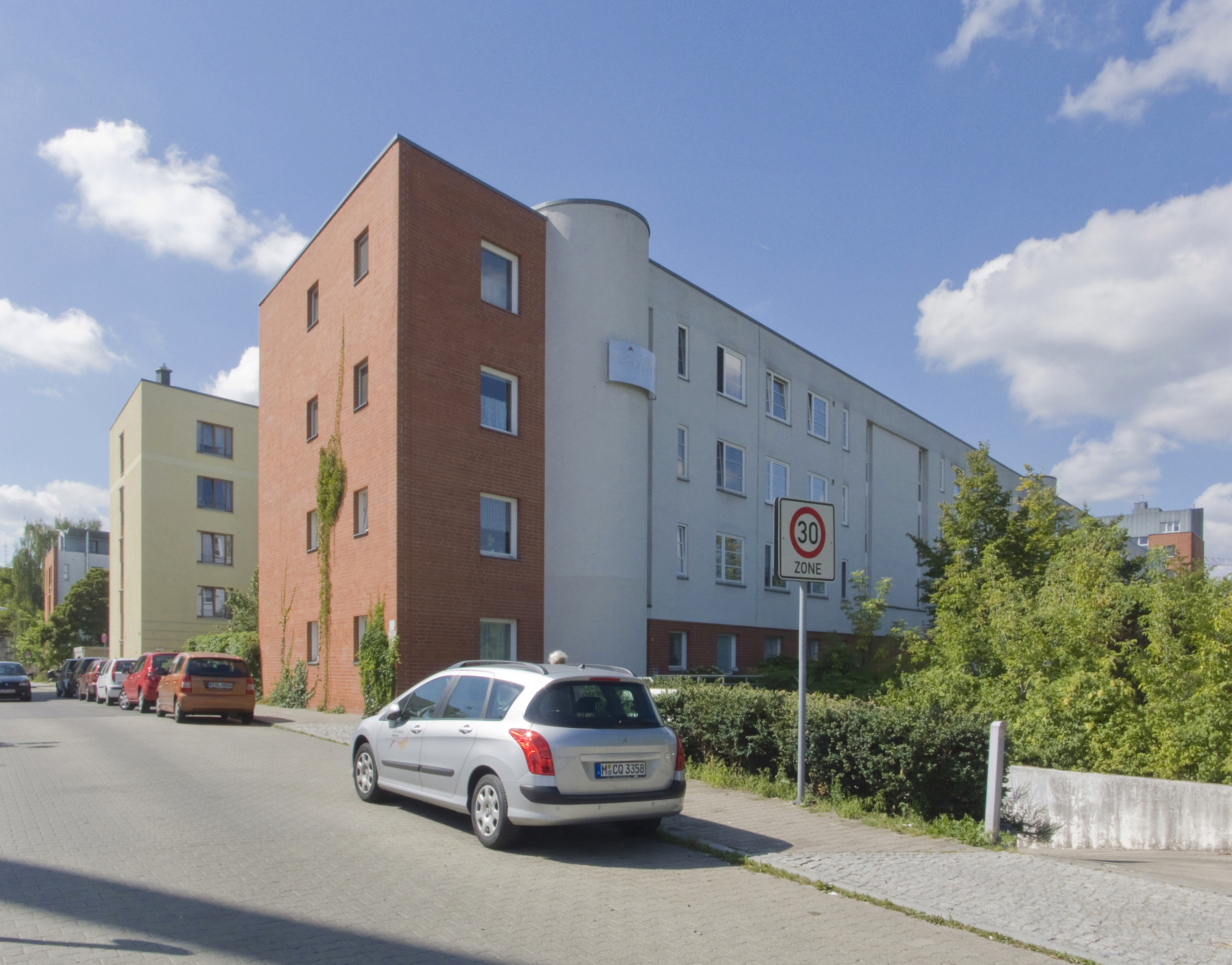
Wohnbebauung in Berlin-Tegel

- 1966–1967: Kindertagesstätte Tramper Weg (Ecke Dannenwalder Weg) in Berlin-Märkisches Viertel[11]
- 1966–1967: Kindertagesstätte Eichhorster Weg in Berlin-Märkisches Viertel[11]
- 1967–1970: Einkaufszentrum Forum Steglitz in der Schloßstraße, mit Georg Heinrichs[3]
- 1968–1969: Wohn- und Geschäftshauskomplex Steglitzer Damm 24 in Berlin-Steglitz, mit Hans-Jürgen Ruprecht[12]
- 1969–1971: Wohn- und Geschäftshauskomplex Unter den Eichen 97 (Ecke Drakestraße) in Berlin-Lichterfelde[7]
- 1969–1971: Wohn- und Geschäftshauskomplex Levetzowstraße 10/10A, Agricolastraße 24–26 (Ecke Jagowstraße) in Berlin-Tiergarten[7][12]
- 1969–1971: Wohn- und Geschäftshauskomplex Tempelhofer Damm 215–219 in Berlin-Tempelhof,[7] mit Manfred Pechtold[12]
- 1970er Jahre: Diakoniezentrum Ruppiner Chaussee in Berlin-Heiligensee[9]
- 1975: Haus Waidmannslust, Kinderheim, Jugendwerkheim und Sonderhort, Nimrodstraße 4–14 in Berlin-Reinickendorf[13]
- 1979–1980: Therapiegebäude des Mädchenheims im Diakoniezentrum, Keilerstraße 17 in Berlin-Heiligensee[10]
- 1982–1983: Wohnhaus Hubertusallee 7, Berlin-Grunewald[14]
- 1983–1985: Drei Wohnhäuser Furtwänglerstraße 1 (Ecke Wernerstraße) in Berlin-Grunewald[15][16]
- 1987–1990: Stadtvilla Lützowstraße 60a, Internationale Bauausstellung 1987 in Berlin-Tiergarten[17]
- 1988–1994: Wohnbebauung Zimmerstraße 6–9, Internationale Bauausstellung 1987 in Berlin-Kreuzberg[18][19]
- 1992–1994: Bürogebäude Wielandstraße 5a, Dachaufstockung Kantstraße 35 in Berlin-Charlottenburg, mit KMK Architekten[20]
- 1993–1996: Büro- und Geschäftshaus Atrium Charlottenburg, Kaiserin-Augusta-Allee 31, Goslarer Ufer 37–39 in Berlin-Charlottenburg-Nord, mit KMK Architekten[21]
- 1994–1995: Wohn- und Geschäftshäuser Neumannstraße 3 in Berlin-Pankow, mit KMKP[22]
- 1995–1996: Wohn- und Geschäftshäuser Prenzlauer Promenade 47, Treskowstraße 30–34 in Berlin-Weißensee, mit Hansen, Wiegner, Eberl-Pacan[23]
- 1996–1997: IBZ Adlershof, Wilhelm-Ostwald-Straße 7–51 in Berlin-Adlershof, mit Gernot Wagner[24]
- 1996–1997: Wohnbebauung Schloßstraße 7–8, Königsweg 28–31 in Berlin-Tegel[14]
- 2003–2004: Geschäftshaus Rosenthaler Straße 63–64 in Berlin-Mitte[14]